# عبد الله الأحمر
عبد الله بن حسين بن ناصر الأحمر (1932 - 2007 م) قيادي قبلي وسياسي يمني، شيخ مشائخ قبائل حاشد، ورئيس الهيئة العليا للتجمع اليمني للإصلاح. تولى وزارة الداخلية ثلاث مرات أولهما عام 1963 ثم في عام 1964 م في حكومة حمود الجائفي، التي استمرت حتى يناير 1965 م. وترأس مجلس النواب لثلاث فترات، الأولى من عام 1993-1997، وأعيد انتخابه عام 1997 للمرة الثانية، وأعيد انتخابه في 2003 للمرة الثالثة وظل يشغل هذا المنصب حتى وفاته عام 2007.

## حياته

### مولده ونشأته
ولد في شعبان سنة 1351 هـ في حصن حبور بمنطقة ظليمة حاشد في أسرة ذات تاريخ عريق برزت فيه أسماء آبائه من مشائخ حاشد بما لهم من أدوار مهمة في التاريخ اليمني المعاصر. تلقى تعليمه الأساسي في كتاب صغير بجوار مسجد حصن حبور على يد أحد الفقهاء الذي علمه القراءة والكتابة والقرآن الكريم ومبادئ الدين والعبادات.

### العمل السياسي
قبل قيام الوحدة كان الشيخ عبد الله ومعه العديد من مشائخ اليمن منضوين تحت حزب المؤتمر الشعبي العام وعقب قيام الوحدة في اليمن وإقرار التعددية والحزبية السياسية تبنى عبد الله الأحمر الدعوة إلى تأسيس حزب التجمع اليمني للإصلاح الذي ضم كافة طوائف المجتمع من علماء ومشايخ ومثقفين ورجال أعمال وشباباً ونساء من مختلف المناطق اليمنية. وتم اختيار عبد الله الأحمر لشغل منصب رئيس الهيئة التحضيرية العليا التي تولت مهام تأسيس الإصلاح السياسي في كل المحافظات اليمنية وقيادة التجمع اليمني للإصلاح حتى موعد انعقاد المؤتمر العام الأول للتجمع اليمني للإصلاح في سبتمبر 1994م.

### المناصب
- عضو مجلس الرئاسة المشكل بعد قيام الثورة في اليمن عام 1962.
- وزير الداخلية لثلاث مرات كانت أولاهما عـام 1963.
- رئيس المجلس الوطني عام 1969، وهو المجلس الذي تولى صياغة الدستور اليمني.
- رئيس مجلس الشورى من عام 1971 حتى حله عام 1975.
- رئيس الهيئة العليا للتجمع اليمني للإصلاح منذ تأسيسه عـام 1990.
- رئيس مجلس النواب اليمني لثلاث فترات متتالية، الفترة الأولى من 1993 إلى 1997، وفي فترة ثانية من 1997 إلى 2003 ثم فترة ثالثة من 2003، حتى وفاته عام 2007.

المؤسسات والجمعيات الشعبية التي ترأسها:
- رئيس اللجنة الشعبية لمناصرة الشعب الكويتي بعد الغزو العراقي لها.
- رئيس اللجنة الشعبية للدفاع عن الأقصى وفلسطين.
- رئيس اللجنة البرلمانية للقدس وفلسطين.
- عضو مجلس الأمناء في منظمة الدعوة الإسلامية العالمية.
- نائب رئيس مجلس أمناء مؤسسة القدس.
- رئيس فرع مؤسسة القدس في اليمن.

### النشاط السياسي
تولى الشيخ عبد الله عدة مواقع سياسية منذ الثورة اليمنية العام 1962 من أبرزها وزارة الداخلية ووزارة الإدارة المحلية، ورئاسة المجلس الوطني، ورئاسة مجلس النواب، بالإضافة إلى كونه زعيم أكبر القبائل اليمنية وهي قبائل حاشد، كما أسهم في تأسيس حزب «التجمع اليمني للإصلاح» وهو أكبر أحزاب المعارضة اليمنية ويمثل تحالفا بين جماعة الإخوان المسلمين وبعض القوى الاجتماعية في اليمن.
حاز الشيخ عبد الله بن حسين الأحمر على ثقة المواطنين في دائرته الانتخابية في الانتخابات النيابية في أبريل 1993 م. وانتخب في 15 مايو 1993 م رئيساً لأول مجلس منتخب للنواب في ظل الجمهورية اليمنية وأعيد انتخابه في 18 مايو 1997 م للمرة الثانية رئيساً لمجلس النواب وأعيد انتخابه في 10 مايو 2003 م للمرة الثالثة رئيساً للمجلس حيث حاز على ثقة أعضاء المجلس.
في أثناء الأزمة السياسية التي عصفت بالبلاد (أغسطس 1993-يوليو 1994 م) نجح الشيخ عبد الله الأحمر في الحفاظ على سلامة السلطة التشريعية ووحدتها رغم حالة الفوضى والتشتت المريعة التي عانت منها اليمن قرابة عشرة أشهر. وقد أسهم إسهاماً كبيراً في الجهود السياسية لتطويق أزمة الانفصال والدفاع عن الوحدة اليمنية في الداخل والخارج حتى تحقق النصر في يوليو 1994م.
وفي تلك الفترة حدث صدام مروع في لقاء الشيخ عبد الله بالشيخ زايد آل نهيان، تحدث عنه في سيرته الذاتية، حتى أنهما جلسا فترة من الوقت لا ينظر كل منهم إلى الآخر، كان الشيخ يريد الوحدة، والشيخ زايد يقول لا وحدة بالقوة والسلاح، بينما أسر إليه الملك فهد أنهم إذا استطاعوا دخول عدن سينهون المشكلة ويرفعون حرجاً عن المملكة.
في 12 يناير 1995 م ترأس وفداً يمنياً رفيع المستوى إلى المملكة العربية السعودية لمواجهة التداعيات الخطيرة حول أزمة الحدود اليمنية السعودية، وظل الشيخ عبد الله بن حسين الأحمر في الرياض قرابة 40 يوماً حتى نجح في التوصل إلى توقيع مذكرة التفاهم في 27 رمضان 1415 هـ التي فتحت الطريق أمام عودة العلاقات الطبيعية بين الجمهورية اليمنية والمملكة العربية السعودية وصولاً إلى توقيع اتفاقية الحدود في 12 يونيو 2000 م.
أسهم مع عدد من العلماء والشخصيات البارزة في العالم العربي والإسلامي في تأسيس (مؤسسة القدس) وهو نائب رئيس مجلس الأمناء فيها لتعزيز صمود أبناء الشعب الفلسطيني، والحفاظ على الطابع العربي الإسلامي للمدينة المقدسة؛
كما شارك عبد الله الأحمر في العديد من الفعاليات الرسمية والشعبية لدعم القضية الفلسطينية سواء في داخل الوطن أو في خارجه، ويندر أن يوجد خطاب من خطابات عبد الله الأحمر لا يتعرض فيه للقضية الفلسطينية داعياً إلى دعم الشعب الفلسطيني وتعزيز صموده في وجه الآلة الصهيونية الغاشمة.
ويتجلى الاهتمام بقضية فلسطين والقدس ودعم صمود الشعب الفلسطيني في تخصيص جلسات متعددة في مجلس النواب لمناقشة أي تطورات خطيرة تشهدها الساحة الفلسطينية، وإصدار بيانات تأييد قوية ومناشدة للمسؤولين العرب وللمجتمع الدولي للقيام بمسؤولياتهم لإيقاف الهمجية الصهيونية.

## حياته الخاصة

### أبناؤه
- صادق
- حميد
- حمير
- حسين
- همدان
- هاشم
- حاشد
- بكيل
- مذحج
- قحطان

## وفاته
توفي يوم السبت 19 ذو الحجة 1428 هـ الموافق 29 ديسمبر 2007 م في العاصمة السعودية الرياض بعد معاناة طويلة مع المرض.

## لقاءاته علىقناة الجزيرة
- برنامج لقاء اليوم:
  1. عبد الله الأحمر.. التعاون الأمني بين صنعاء وواشنطن ، 2 أكتوبر 2002 م
  2. عبد الله الأحمر.. العمل السياسي في اليمن، 6 أبريل 2005 م
- برنامج زيارة خاصة:
  1. عبد الله الأحمر.. القبلية والسلطة ج1، 10 ديسمبر 2005 م
  2. عبد الله الأحمر.. آفاق الحرب والسلام ج2، 17 ديسمبر 2005 م

## وصلات خارجية
- الموقع الرسمي للشيخ عبد الله الأحمر.